# Canton de Carmaux-1 Le Ségala
Le canton de Carmaux-1 Le Ségala est une circonscription électorale française du département du Tarn.

## Histoire
Un nouveau découpage territorial du Tarn entre en vigueur à l'occasion des premières élections départementales suivant le décret du 17 février 2014. Les conseillers départementaux sont, à compter de ces élections, élus au scrutin majoritaire binominal mixte. Les électeurs de chaque canton élisent au Conseil départemental, nouvelle appellation du Conseil général, deux membres de sexe différent, qui se présentent en binôme de candidats. Les conseillers départementaux sont élus pour 6 ans au scrutin binominal majoritaire à deux tours, l'accès au second tour nécessitant 12,5 % des inscrits au 1er tour. En outre la totalité des conseillers départementaux est renouvelée. Ce nouveau mode de scrutin nécessite un redécoupage des cantons dont le nombre est divisé par deux avec arrondi à l'unité impaire supérieure si ce nombre n'est pas entier impair, assorti de conditions de seuils minimaux. Dans le Tarn, le nombre de cantons passe ainsi de 46 à 23.
Le canton de Carmaux-1 Le Ségala est formé de communes des anciens cantons de Pampelonne (9 communes), de Valderiès (8 communes), de Valence-d'Albigeois (14 communes) et de Carmaux-Nord (1 commune) et d'une fraction de la commune de Carmaux. Il est entièrement inclus dans l'arrondissement d'Albi. Le bureau centralisateur est situé à Carmaux.

## Représentation
| Période élective | Période élective | Mandat | Mandat   | Identité           | Nuance | Nuance | Qualité |
| ---------------- | ---------------- | ------ | -------- | ------------------ | ------ | ------ | --- |
| 2015             | 2021             | 2015   | 2021     | Sylvie Bibal Diogo |        | PS     | Directrice de la Maison de la citoyenneté à Carmaux 9ème Vice-présidente du Conseil départemental                                                  |
| 2015             | 2021             | 2015   | 2021     | Guy Malaterre      |        | PS     | Enseignant retraité Maire de Pampelonne Ancien conseiller général du Canton de Pampelonne (2008-2015) 6ème Vice-Président du Conseil départemental |
| 2021             | 2028             | 2021   | en cours | Sylvie Bibal Diogo |        | PS     | Conseillère sortante, 9ème vice-présidente chargée de l'économie sociale et solidaire                                                              |
| 2021             | 2028             | 2021   | en cours | Guy Malaterre      |        | PS     | Conseiller sortant, 6ème vice-président chargé de l'éducation                                                                                      |

### Résultats détaillés

#### Élections de mars 2015
À l'issue du 1er tour des élections départementales de 2015, deux binômes sont en ballottage : Sylvie Bibal Diogo et Guy Malaterre (PS, 32,6 %) et Julia Kruzelniski et Christian Legris (FN, 24,96 %). Le taux de participation est de 64,76 % (8 939 votants sur 13 804 inscrits) contre 58,71 % au niveau départemental et 50,17 % au niveau national.
Au second tour, Sylvie Bibal Diogo et Guy Malaterre (PS) sont élus avec 63,15 % des suffrages exprimés et un taux de participation de 64,81 % (4 997 voix pour 8 946 votants et 13 804 inscrits).

#### Élections de juin 2021
Le premier tour des élections départementales de 2021 est marqué par un très faible taux de participation (33,26 % au niveau national). Dans le canton de Carmaux-1 Le Ségala, ce taux de participation est de 44,14 % (6 025 votants sur 13 649 inscrits) contre 39,08 % au niveau départemental. À l'issue de ce premier tour, deux binômes sont en ballottage : Sylvie Bibal Diogo et Guy Malaterre (PS, 46,34 %) et Raymond Bessou et Martine Moser (RN, 25,09 %).
Le second tour des élections est marqué une nouvelle fois par une abstention massive équivalente au premier tour. Les taux de participation sont de 34,36 % au niveau national, 39,14 % dans le département et 43,94 % dans le canton de Carmaux-1 Le Ségala. Sylvie Bibal Diogo et Guy Malaterre (PS) sont élus avec 70,59 % des suffrages exprimés (3 823 voix pour 5 997 votants et 13 649 inscrits),,.

## Composition
| Nom                             | Code Insee | Intercommunalité    | Superficie (km2) | Population (dernière pop. légale)              | Densité (hab./km2) | Modifier                                    |
| ------------------------------- | ---------- | ------------------- | ---------------- | ---------------------------------------------- | ------------------ | ------------------------------------------- |
| Carmaux (bureau centralisateur) | 81060      | CC Carmausin-Ségala | 14,16            | Fraction : 5 927 (2022) Commune : 9 927 (2022) | 701                | modifier les données · modifier les données |
| Almayrac                        | 81008      | CC Carmausin-Ségala | 10,97            | 294 (2022)                                     | 27                 | modifier les données · modifier les données |
| Andouque                        | 81013      | CC Val 81           | 26,21            | 391 (2022)                                     | 15                 | modifier les données · modifier les données |
| Assac                           | 81019      | CC Val 81           | 15,06            | 151 (2022)                                     | 10                 | modifier les données · modifier les données |
| Cadix                           | 81047      | CC Val 81           | 18,13            | 218 (2022)                                     | 12                 | modifier les données · modifier les données |
| Courris                         | 81071      | CC Val 81           | 9,42             | 80 (2022)                                      | 8,5                | modifier les données · modifier les données |
| Crespin                         | 81072      | CC Carmausin-Ségala | 14,15            | 101 (2022)                                     | 7,1                | modifier les données · modifier les données |
| Crespinet                       | 81073      | CC Val 81           | 9,15             | 181 (2022)                                     | 20                 | modifier les données · modifier les données |
| Le Dourn                        | 81082      | CC Val 81           | 9,32             | 116 (2022)                                     | 12                 | modifier les données · modifier les données |
| Faussergues                     | 81089      | CC Val 81           | 14,84            | 137 (2022)                                     | 9,2                | modifier les données · modifier les données |
| Fraissines                      | 81094      | CC Val 81           | 6,34             | 91 (2022)                                      | 14                 | modifier les données · modifier les données |
| Jouqueviel                      | 81110      | CC Carmausin-Ségala | 12,15            | 100 (2022)                                     | 8,2                | modifier les données · modifier les données |
| Lacapelle-Pinet                 | 81122      | CC Val 81           | 8,15             | 69 (2022)                                      | 8,5                | modifier les données · modifier les données |
| Lédas-et-Penthiès               | 81141      | CC Val 81           | 12,53            | 161 (2022)                                     | 13                 | modifier les données · modifier les données |
| Mirandol-Bourgnounac            | 81168      | CC Carmausin-Ségala | 38,19            | 1 031 (2022)                                   | 27                 | modifier les données · modifier les données |
| Montauriol                      | 81172      | CC Carmausin-Ségala | 5,30             | 59 (2022)                                      | 11                 | modifier les données · modifier les données |
| Moularès                        | 81186      | CC Carmausin-Ségala | 16,81            | 255 (2022)                                     | 15                 | modifier les données · modifier les données |
| Padiès                          | 81199      | CC Val 81           | 14,69            | 154 (2022)                                     | 10                 | modifier les données · modifier les données |
| Pampelonne                      | 81201      | CC Carmausin-Ségala | 36,40            | 959 (2022)                                     | 26                 | modifier les données · modifier les données |
| Rosières                        | 81230      | CC Carmausin-Ségala | 10,55            | 722 (2022)                                     | 68                 | modifier les données · modifier les données |
| Saint-Cirgue                    | 81247      | CC Val 81           | 18,70            | 219 (2022)                                     | 12                 | modifier les données · modifier les données |
| Saint-Grégoire                  | 81253      | CC Val 81           | 12,75            | 471 (2022)                                     | 37                 | modifier les données · modifier les données |
| Saint-Jean-de-Marcel            | 81254      | CC Carmausin-Ségala | 18,25            | 385 (2022)                                     | 21                 | modifier les données · modifier les données |
| Saint-Julien-Gaulène            | 81259      | CC Val 81           | 11,84            | 226 (2022)                                     | 19                 | modifier les données · modifier les données |
| Saint-Michel-Labadié            | 81264      | CC Val 81           | 9,78             | 87 (2022)                                      | 8,9                | modifier les données · modifier les données |
| Sainte-Gemme                    | 81249      | CC Carmausin-Ségala | 20,16            | 846 (2022)                                     | 42                 | modifier les données · modifier les données |
| Saussenac                       | 81277      | CC Val 81           | 17,39            | 627 (2022)                                     | 36                 | modifier les données · modifier les données |
| Sérénac                         | 81285      | CC Val 81           | 17,02            | 500 (2022)                                     | 29                 | modifier les données · modifier les données |
| Tanus                           | 81292      | CC Carmausin-Ségala | 19,07            | 541 (2022)                                     | 28                 | modifier les données · modifier les données |
| Tréban                          | 81302      | CC Carmausin-Ségala | 3,17             | 58 (2022)                                      | 18                 | modifier les données · modifier les données |
| Trébas                          | 81303      | CC Val 81           | 5,67             | 404 (2022)                                     | 71                 | modifier les données · modifier les données |
| Valderiès                       | 81306      | CC Carmausin-Ségala | 20,42            | 828 (2022)                                     | 41                 | modifier les données · modifier les données |
| Valence-d'Albigeois             | 81308      | CC Val 81           | 20,47            | 1 276 (2022)                                   | 62                 | modifier les données · modifier les données |
| Canton de Carmaux-1 Le Ségala   | 8105       |                     |                  | 17 665 (2022)                                  |                    | modifier les données                        |

Le canton de Carmaux-1 Le Ségala comprend :
1. trente-deux communes,
2. la partie de la commune de Carmaux située au nord d'une ligne définie par l'axe des voies et limites suivantes : à partir de la limite territoriale de la commune de Rosières, cours du Cérou, avenue Albert-Thomas, avenue d'Albi, jusqu'à la limite territoriale de la commune de Blaye-les-Mines.

## Démographie
En 2022, le canton comptait 17 665 habitants, en évolution de +2,12 % par rapport à 2016 (Tarn : +2,52 %, France hors Mayotte : +2,11 %).
| 2013   | 2018   | 2022   |
| ------ | ------ | ------ |
| 17 489 | 17 494 | 17 665 |